# Senescalado de las Landas
El senescalado principal de las Landas lo comprendía una parte importante del actual departamento de las Landas, en Gascuña, al igual que ciertas áreas del actual departamento de los Pirineos Atlánticos, por ejemplo la villa de Bayona y Labort.

## Presentación
Se creó en 1255, por división del senescalado de Guyena. El rey Carlos VII lo erigió en circunscripción particular en 1454.
En un principio incluía Labort, la villa de Bayona, una veintena de parroquias más tarde incorporadas al departamento de los Pirineos Atlánticos (sobre todo, en los sectores de Bidache y Arzacq) y buena parte del actual departamento de las Landas, aunque (al menos en un primer momento) quizá el vizcondado de Sola también. Se subdividió rápidamente en tres senescalados secundarios, cuyas sedes eran Bayona, Dax y Saint-Sever, circunscripciones judiciales autónomas las unas de las otras  en la práctica, pero en teoría unidas bajo la autoridad de un senescal de espada (con un papel puramente protocolario) con residencia en Saint-Sever y después en Dax.
- Al senescalado de Bayona le incumbían la villa de Bayona y Labort.
- Al senescalado de Dax le concernían 73 parroquias.
- El senescalado de Saint-Sever lo formaban 112 parroquias.

- Datos: Q3510992